# حارة البابلي (صنعاء)
حارة البابلي هي إحدى حارات حي هبرة بمديرية شعوب إحد مديريات العاصمة اليمنية صنعاء، بلغ تعداد سكانها 2317 نسمة حسب تعداد اليمن لعام 2004.